# Carsten Rüger
Carsten Rüger (* 23. Februar 1971 in Krefeld) ist ein deutscher Reporter und Nachrichtensprecher.

## Leben und Karriere
Rüger studierte nach seinem Abitur 1990 am Fichte-Gymnasium Krefeld und dem Wehrdienst Politikwissenschaft, Germanistik und Anglistik an der Rheinischen Friedrich-Wilhelms-Universität in Bonn, der Sorbonne in Paris und Perugia in Italien. Nach seinem Magister-Abschluss an der Trinity Hall in Cambridge war er freier Mitarbeiter bei diversen Tageszeitungen und lokalen Radiosendern sowie beim ZDF-Studio in London. Nach weiterer Tätigkeit beim Deutschen Welle TV in Bonn und einem Volontariat beim ZDF wurde Carsten Rüger 1998 Redakteur bei Frontal. Seit Sendestart 2001 war er Mitglied bei ZDF.reporter und der ZDF.reportage. Im April und Mai 2005 war er für die Papstberichterstattung und als Studiovertretung vier Wochen im ZDF-Studio in Rom tätig. Rüger präsentierte zudem zwischen 2005 und 2009 vertretungsweise die ZDF-heute-Nachrichten, insbesondere die Sendung heute mittag als Vertretung für Anja Charlet. Des Weiteren übernimmt er bei aktuellen Ereignissen Studiovertretungen in den ZDF-Auslandsstudios in Wien, Washington, London, Istanbul und Rom.
Nach Einstellung der ZDF.reporter im März 2011 erhielt Rüger neue Aufgaben im ZDF. So war er bis Mai 2012 Reporter und Redakteur bei ZDFzoom und als fester Moderator bei den heute-Nachrichten im Einsatz. Er fungierte zunächst als Vertretung verschiedener Ausgaben, u. a. der Frühausgaben, Wochenendausgaben oder der heute – in Deutschland. Von Mai 2012 bis Juni 2015 präsentierte er regelmäßig die heute-Nachrichten innerhalb des ZDF-Morgenmagazins. Von März 2014 bis Mai 2015 übernahm er zudem die regelmäßige Moderation der Nachtausgabe der heute-Nachrichten heute nacht im Wechsel mit anderen Kollegen. Außerdem ist er als Reporter in der ZDF-Hauptredaktion „Aktuelles“ tätig. Seit Juli 2015 ist er Moderator des crossmedialen Kurznachrichtenformats heute Xpress.
In Vertretung für die Hauptmoderatoren Florian Weiß und Nadine Krüger moderiert Rüger mehrere Ausgaben im Jahr der morgendlichen Live-Sendung Volle Kanne im ZDF.